# Операція «Мученик Ялчін»
Операція «Мученик Ялчін» (тур. Şehit Yalçın Operasyonu) — військова операція ПС Туреччини проти позицій Ісламської Держави в Сирії і Робітничої партії Курдистану в Північному Іраку, що почалася рано вранці 24 липня, у день після того, як бойовики ІД атакували збройні сили Туреччини у турецькому прикордонному місті Елбейлі в провінції Кіліс, вбивши одного і поранив двох інших військових. Назва операція походить саме від імені вбитого під час атаки солдата, Ялчіна Нані.

## Передумови

### Ісламська Держава (ІД)
Перед операцією, турецький уряд піддавався міжнародній критиці за політику бездіяльності стосовно Ісламської Держави, не взявши участі у коаліції проти ІД і не дозволивши Сполученим Штатам використовувати високо стратегічну авіабазу Інджірлік для ударів по ІД, за винятком якщо вони здійснювалися і проти сил Башара аль-Асада. Політика бездіяльності уряду сприяла спалаху жорстоких заворушень у переважно населеному курдами південному сході Туреччини, на знак протесту проти відмови уряду втрутитися в облогу Кобане. Також, вважається, що подібна бездіяльність була чинником провалу Туреччиною місця у Раді Безпеки ООН під час виборів Ради Безпеки у 2014 році. Крім цього, опозиція звинуватила уряд у активній підтримці ІД.
20 липня 2015, теракт у турецькому окрузі Суруч, як стверджується скоєним пов'язаною з ІД групою Dokumacılar, забрав життя 32 і поранив більше 100 молодих активістів. 23 липня, бойовики ІД здійснили атаку на позиції турецьких військових, вбивши одного і поранив двох інших. Значною мірою це розглядається як casus belli, що спонукав прем'єр-міністра Туреччини, Ахмета Давутоглу, ухвалити рішення розпочати активну повітряну операцію проти позицій Ісламської Держави на півдні від кордону.

### Робітнича партія Курдистану (РПК)
Конфлікт між турецьким урядом і курдськими сепаратистами триває більше 40 років. У кінці 2012 року, сторони уклали перемир'я, розпочавши так званий «процес вирішення». Перемир'я і переговори тривали незважаючи на численні порушення з обох сторін.
Після теракту в Суручі, котрий забрав життя членів групи прихильників курдського руху, РПК вбили двох полісменів у місті Джейланпинар, провінція Шанлиурфа, як акт відплати проти того, що вони сприйняли як співпрацю між Туреччиною та ІД. Також, бойовики РПК напала на військову базу у Адиямані, вбивши одного солдата.

## Перша хвиля
24 липня, о 03:12 ранку, чотири F-16 вилетіли з 8-ї авіабази головного командування в Діярбакирі для нанесення удару по ІД. Операція отримала назву в честь військовослужбовця, вбитого бойовиками ІД під час атаки у Елбейлі, Ялчіна Нані. Винищувачі використали керовані ракети бомбардування двох штаб-квартир і одного збірного пункту ІД в Сирії з 100% точністю, згідно з прем'єр-міністром Ахметом Давутоглу. Літаки атакували дані позиції без втручання в сирійський повітряний простір, не дивлячись на те, що уряд Сирії був проінформований про атаку, за словами представників Туреччини. Операція зайняла 1 годину і 12 хвилин. За повідомленнями, було вбито 35 бойовиків ІД.

## Друга хвиля
Ввечері 24 липня, близько 22:30 за місцевим часом, понад 20 винищувачів вирушили з Діярбакиру для атакування позицій Робітничої партії Курдистану у Північному Іраку і три об'єкти ІД у Сирії. Авіаудари різко розкритикувала РПК, звинуватив турецький уряд у зриві «процесу вирішення».

### Атака на діярбакирські F-16
О 8 вечора за місцевим часом, невідомі нападники атакували винищувачі F-16 на авіабазі у Діярбакирі, поки ті здійснювали зліт. В результаті, поліцейські офіцери і військові здійснили захист району, поки літаки продовжили виконувати завдання. Винищувачі повернулися до ангарів після завершення операції, а нападники так і не були ідентифіковані.

## Третя хвиля
25 липня, прем'єр-міністр Ахмет Давутоглу повідомив, що надав наказ почати третю хвилю повітряної операції проти позицій ІД, і другу хвилю проти РПК в Іраку. Давутоглу назвав авіаудари частиною великого «процесу» і висловив підтримку заклику головній опозиційній Республіканській народній партії на позачергову конвенцію Великого національного збору, який був у відпустці.
Близько 10:20 за місцевим часом, 70 винищувачів F-16 вилетіли з Діярбакиру, розпочавши третю хвилю атак на позиції РПК та ІД. Цього разу, літаки вторглися у повітряний простір Сирії, здійснив масове бомбардування об'єктів Ісламської Держави. Також, була помічена активність на авіабазі Інджірлік, тоді як з авіабази у місті Батман були запущені безпілотні літаки задля атак на об'єкти РПК.

### Позиції РПК
Операція була сильно спрямована проти таборів РПК у Північному Іраку, ставлячи у мішень понад 400 об'єктів. Сама третя хвиля була проведена у три різні хвилі. Близько 70 винищувачів взяли участі у перших двох, а 25 у третій. Обсяг розташування цілей становив понад 300 кілометрів, багато з яких ідентифікували як основні навчальні табори та бази для зберігання РПК. Партія повідомила, що було вбито їхнього високопосадовця і поранено трьох бійців. Також стверджується, що під час авіаударів загинув керівник РПК Мурат Карайилан.